# Мирохово
Мирохово — упразднённая в 2012 году деревня (урочище) в Демянском муниципальном районе Новгородской области, входила в Ильиногорское сельское поселение.
Урочище расположено на Валдайской возвышенности в 6 км к юго-западу от деревни Шишково и в 3 км к юго-востоку от деревни Борок на берегу реки Меглинка. К Мирохову есть дорога из Шишково. 

## История
В Демянском уезде Новгородской губернии деревня Мирохово относилась к Ильиногорской волости
До 12 апреля 2010 года входила в упразднённое Шишковское сельское поселение. 
На основании постановления Новгородской областной Думы № № 372-5ОД от 10 декабря 2012 года «Об упразднении статуса населённых пунктов Ильиногорского поселения Демянского района» был упразднён статус населённого пункта у деревни Мирохово в связи с утратой признаков населённого пункта. Законом Новгородской области № 216-ОЗ от 1 марта 2013 года деревня была исключена из состава сельского поселения.